# Marzenna Biegała-Howorska

Marzenna Biegała-Howorska

Marzenna Biegała-Howorska (ur. 1958 w Poznaniu) – menadżerka, dyplomowana choreografka, producentka przedsięwzięć kulturalnych. Była dyrektor artystyczna Zespołu Tańca Ludowego Politechniki Poznańskiej „Poligrodzianie”.

## Życiorys
W 1977 ukończyła II Liceum Ogólnokształcące w Poznaniu. W latach 1977–1982 studiowała Marketing i Reklamę na Akademii Ekonomicznej w Poznaniu, gdzie uzyskała tytuł magistra. Ukończyła 3-letnie studium choreografii przy Ministerstwie Kultury.

### Kariera
W latach 1982–1983 pracowała na Akademii Ekonomicznej w Poznaniu w Instytucie Turystyki. W 1984 r. została dyrektorem artystycznym i choreografem Zespołu Tańca Ludowego Politechniki Poznańskiej i zmieniła jego nazwę na Zespół Tańca Ludowego Politechniki Poznańskiej „Poligrodzianie”. Zespół prezentuje tańce narodowe, obrzędy, zwyczaje i śpiewy z 18 regionów Polski. W trakcie swojej działalności „Poligrodzianie” dali ponad 2600 koncertów, w 68 krajach świata i 17-krotnie objechali kulę ziemską (31.12.2018). Przy zespole działa również 14-osobowa kapela.
W 1985 r. utworzyła sekcję dziecięcą Zespołu – „Mali Poligrodzianie”. W 1998 r. powołała do życia Uczelniane Centrum Kultury na Politechnice Poznańskiej. Prowadzona jest w nim nauka śpiewu, tańca w różnych formach i gry na instrumentach, także dla dzieci. Działa sekcja muzyczna, chór „Volantes Soni”, sekcja studentów zagranicznych, zespół dziecięcy. W 2004 r. stworzyła Towarzystwo „Poligrodzianie”, które organizuje międzynarodowe wymiany młodzieży, koncerty, wystawy i audycje folklorystyczne, zajęcia taneczno-muzyczne dla dzieci i młodzieży w szkołach na terenie Wielkopolski pod nazwą „Akademia Folkloru”, wyjazdy na festiwale, koncerty charytatywne dla dzieci i młodzieży  z domów dziecka i placówek rehabilitacyjnych np. „Studenci Dzieciom”, a także od 2007 r. w cyklu corocznym Festiwal Sztuki Ludowej na terenie Gniezna, Konina, Poznania i Muzeum Rolnictwa w Szreniawie.

## Członkostwo
Od 16 grudnia 1993 r. jest członkiem Międzynarodowej Rady Stowarzyszeń Folklorystycznych, Festiwali i Sztuki Ludowej (CIOFF). W 1998 r. została dyrektorem Uczelnianego Centrum Kultury Politechniki Poznańskiej. W latach 2007–2013 była wiceprezesem Polskiego Akademickiego Stowarzyszenia Folklorystycznego. W 2012 roku została dyrektorem i koordynatorem działań w okręgu 8: Rosja, Polska, Ukraina i Białoruś przy European Folk Culture Organisation (EFCO) z siedzibą w Strasburgu, w 2015 stała się jego wiceprezesem – funkcje te pełniła do końca 2019 r. W latach 2013–2015 była członkiem Rady Organizacji Pozarządowych przy Ministrze Kultury i Dziedzictwa Narodowego.

## Odznaczenia
- Zasłużony Działacz Kultury[2]
- Srebrny Krzyż Zasługi[14]
- Złoty Krzyż Zasługi[15]
- Brązowy Medal „Zasłużony Kulturze Gloria Artis”[16]

## Osiągnięcia
Otrzymała nagrody za choreografię na konkursach w Polsce, Chinach, Malezji, Indiach itd. Wraz z Zespołem Tańca Ludowego Politechniki Poznańskiej „Poligrodzianie”: zajęła I miejsce na VIII Międzynarodowym Festiwalu Tańca Ludowego „Sudmalinas” w Rydze w 2016 r., otrzymała Tytuł Absolute World Championship of Folklore 2015 na V Światowych Mistrzostwach Folkloru „World Folk 2015”, zdobyła Nagrodę THE BEST CREATIVE AND ARTISTIC FOLK ART PERFORMANCE IN EUROPE 2013 od European Folk Culture Organisation (EFCO).